# Olympic Plaza

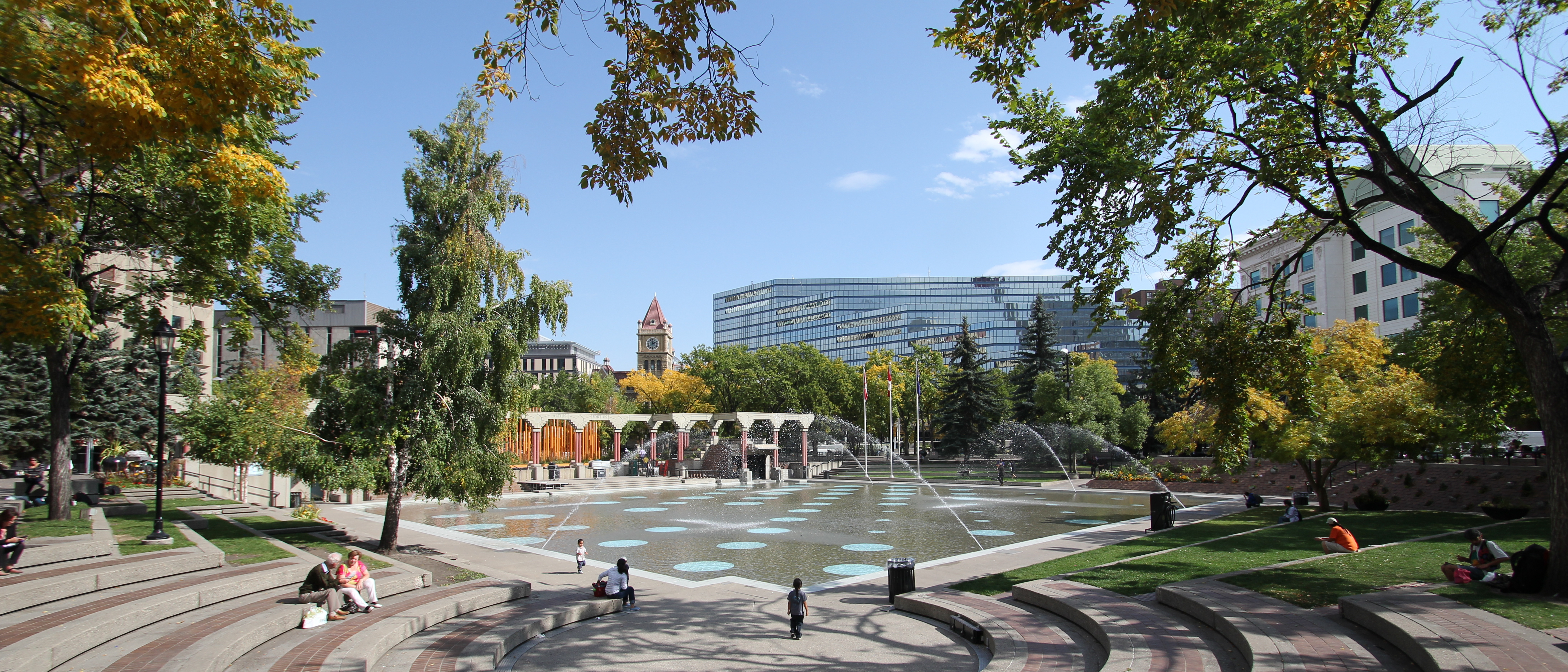
Olympic Plaza Calgary

Der Olympic Plaza ist ein öffentlicher Platz in Calgary  (Alberta, Kanada).
Er wurde anlässlich der XV. Olympischen Winterspiele 1988 angelegt, um hier die Medaillenvergaben durchzuführen. Im Winter befindet sich hier eine öffentliche Eisfläche und im Sommer werden hier diverse Veranstaltungen (z. B. Konzerte und Festivals) abgehalten.